# 西郷どん (NHK大河ドラマ)
『西郷どん』（せごどん）は、2018年（平成30年）1月7日から同年12月16日まで放送されたNHK大河ドラマ第57作。NHK大河ドラマとしては平成のうちに最終回を迎えた最後の作品。
明治維新の立役者・西郷隆盛を原作・林真理子と脚本・中園ミホの「女の視点」で、勇気と実行力で時代を切り開いた「愛に溢れたリーダー」として描く。

## 制作
2018年（平成30年）が「明治維新から150年」にあたることから企画された。
2016年9月8日に制作発表が行われ、林真理子の小説『西郷どん!』を原作に、脚本を連続テレビ小説『花子とアン』などを手がけた中園ミホが担当することが発表された。
同年11月2日、主人公の西郷隆盛役を鈴木亮平が演じることが発表された。会見の中で中園は、「原作には師弟愛や家族愛、男女の愛、BL（ボーイズラブ）までの色々な愛がある」と指摘する一方で、BL要素を加えると明言したことに対する批判も起きている。
語りの役は当初、市原悦子が起用される予定であったが、市原が体調不良を理由に降板したため過去に西郷隆盛を主人公とした大河ドラマ『翔ぶが如く』（1990年放送）で西郷役を演じていた西田敏行が代役に選ばれ、第1回から語りと中 - 高年期の西郷菊次郎役を兼任して担当している。他にも斉藤由貴の出演が予定されていたが、2017年9月21日に出演辞退が発表され、10月18日に南野陽子の起用が明らかにされた。
2017年7月6日にクランクイン。8月23日から9月初旬まで鹿児島ロケ。11月7日、公式HPが開設され、同時にメインビジュアルが発表された。
NHK局内での「働き方改革」の一環としてこの作品から大河ドラマの放送回数が全47回となり、当初の発表から3回分減らされた。減らされた回数には別番組を編成した。西郷が奄美大島、沖永良部島に流刑となる「島編」では、3週間にわたる奄美大島ロケが行われた。奄美ことばのセリフには日本語（共通語）字幕が付けられた（ただし劇中の奄美ことばは伝統的な奄美の言葉よりもトン普通語に近いものだった）。
オープニングは雄川の滝や龍門司坂等の鹿児島の景勝地を映し、幕末、明治と時代が進むごとに西郷隆盛の容姿の変化を盛り込んでいる。音楽の後半から里アンナによる歌声が流れるが第18回より島言葉による歌詞が付いた「西郷どん -メインテーマ- すらちまいあがれVer.」に変更となった。
2018年10月26日、クランクアップ。
次作『いだてん〜東京オリムピック噺〜』は4K映像作品となったため、NHK大河ドラマシリーズ最後の全編ハイビジョン撮影作品となった。

## あらすじ
西郷隆盛が日本史上最後の内戦・西南戦争で戦死してから21年後、すっかり白髪交じりの頭となった西郷の夫人・糸（イト）は、明治三十一年十二月十八日、上野公園で西郷隆盛像の除幕式に出席する。だが、幕が下ろされ、像を見た西郷夫人・糸は動揺し、「違ごう………うちの旦那さぁは……こげな人じゃ、ありもはん！」と叫ぶ。
時代は徳川泰平の世の末期の幕末、その幕末の薩摩藩（現在の鹿児島県）には、貧乏な下級藩士の子・西郷小吉がいた。小吉は、大家族の長男として生まれた。隣の家に住むのは幼馴染の大久保正助、のちの大久保利通である。少年時代に郷中同士の喧嘩に巻き込まれて、右腕を斬られ、剣を持てなくなる小吉。立派な侍になれないと嘆くが、薩摩藩の若君・島津斉彬に出会い「めそめそするな、この”やっせんぼ”！侍が腰に二本も刀を差してふんぞり返っている時代はもうすぐおわるんだ。民のために尽くす侍となれ！」と励まされる。小吉は成長し西郷吉之助（のちの隆盛）と名を変え、郡方書役助として薩摩藩に仕える。お由羅騒動の後、斉彬が藩主になると、西郷は藩の政を憂う書状などから斉彬に登用され、江戸勤めを命じられる。西郷は幼馴染の正助や離縁を申し出た須賀により支度金三十両を工面し、江戸に出発する。斉彬の「お庭番」として活動し、薩摩藩の篤姫を江戸幕府の第13代将軍徳川家定の元へ輿入れさせることに成功する。品川の宿では「ヒー様」と呼ばれる一橋慶喜と知り合いにもなる。 
篤姫輿入れの策謀では斉彬（一橋派）はまずは成功（次期将軍に一橋慶喜を就任させるのが最終の策謀）したものの、味方一橋派の老中・阿部正弘が急死してしまう。次期第14代将軍は井伊直弼の推す徳川家茂となる。不幸は斉彬まで病死したことだ。井伊は反対派を粛正するためのちに『安政の大獄』と呼ばれる弾圧政治を始める。西郷は朝廷工作を行っていた僧侶・月照とともに薩摩に逃亡を図るが、「日向送り」（隣国・日向国の国境で処刑される刑罰）の沙汰が下る。西郷は月照と船から抱き合うように海に落ちて入水自殺を図り、一人だけ生き残ってしまう。「これは天命に違いなか」 
西郷吉之助は菊池源吾と名を変えて、幕府には死亡したことにして、奄美大島に「島流し」にされる。西郷は自暴自棄になり、ささくれだって島人を遠避け、死人の如く落ち込んでいたが、やがて、薩摩藩からの圧政に苦しむ島民と心通わせる。西郷は、島の娘・愛加那をアンゴ（島妻）とし、長男・菊次郎と長女・菊草を授かるが、薩摩に帰郷することを三年後に許される。だが、斉彬の弟・島津久光の怒りを買い、今度は沖永良部島に流される。紆余曲折の末再び薩摩に戻った西郷は、最初、会津藩と薩摩藩で幕府側として、禁門の変や長州征伐で指揮を執る。しかし、徳川幕府の腐りきった体制を見るにつけて、次第に西郷は倒幕に傾いていく。この後、慶喜とは決別をした。また幼馴染の糸と再婚し、京洛で、のちの維新の立役者、幕臣の勝海舟、公家の岩倉具視、土佐藩士の坂本龍馬らと知り合った西郷は、藩内の反対派を抑え、坂本龍馬の策で長州藩と薩摩藩は同盟を結ぶ。いわゆる『薩長同盟』である。若き将軍・徳川家茂が病死し、最後の第15代将軍となった徳川慶喜は、西郷ら武力倒幕を目指す輩が驚くような策を放つ。『大政奉還』である。だが、坂本龍馬は不貞な輩に暗殺されてしまう。江戸城総攻撃の前日、西郷と勝海舟は江戸薩摩藩邸で会談をもつ。勝は言う。「江戸百万の民に、塗炭の苦しみをなめさせて作る国に、この先にどんな望みがあるってんだ。せごどんが作る、新しい日本てのはなんだい?」勝海舟の言葉で我に返った西郷は、総攻撃を中止し『江戸無血開城』が実現する。 
明治三十七年、京都市に新しい市長が赴任した。西南の役で戦死した西郷隆盛の息子の西郷菊次郎であった。彼は西郷の嫡男であるということはあまり主張しなかった、自分が庶子である、という。そして菊次郎は市長室にやってきた部下にせがまれ、西郷隆盛の話を再開する。
戊辰戦争で弟の吉二郎を亡くした西郷は薩摩に戻り、大島から菊次郎と菊草を引き取る。だが大久保に請われ、上京して明治新政府の参与に参画。ほどなく、岩倉具視、木戸孝允、大久保らが『岩倉使節団』として条約改正のため二年間の予定で欧米に出発した。留守政府を任された西郷たちは、廃藩置県や帯刀禁止令や地租改正、裁判制度など次々と改革を断行。やがて朝鮮国との外交を巡って『征韓論』が起こる。が、西郷は大使として朝鮮に赴き説得してくると主張する。だが、帰国した大久保・岩倉たちに反対され、征韓論は瓦解し、西郷と板垣退助・江藤新平らは明治新政府を去り、下野。西郷は薩摩・鹿児島県に戻ると、士族のための私学校をつくり、自分は校長として生徒たちの指導にあたる。そこに薩摩の西郷をしたって中村半次郎（桐野利秋）・別府伸介らや明治政府での薩摩出身の兵隊たちまでやってくる。だが、生徒たちが大久保の命を受けた刺客が西郷隆盛を暗殺しようとしたと激高し、騒動を起こした。そこから日本史上最後の内戦『西南戦争』に発展。「おいの命、おまはんらにあずけもんそ」西郷は新政府軍と戦うが、敗走に次ぐ敗走で、徐々に追い詰められる。 二万いた西郷軍はわずか数百となり、生まれ故郷の薩摩・鹿児島県の城山に最後の着陣。その夜、西郷たちは『ラ・マルセイエーズ（フランス革命の歌・現在のフランス国歌）』の演奏にあわせて円陣を組み、最後の夜に想いをひとつにはしゃぐ。
明治十年九月二十四日、明治新政府軍による城山の総攻撃が開始される。「そろそろいきもうそ」と西郷軍は城山を出て走り出す。視界が開けて雄大な噴煙を上げる桜島が見える。その時、銃弾を腹と脚に受けた。「もう……ここらでよか」が最期の言葉となり、西郷隆盛はついに絶命。多くの人がその死を哀しんだ。そして、西郷の盟友・大久保利通も西郷の死の翌年、東京の紀尾井坂で暗殺される。
『敬天愛人』……天を敬い人を愛した西郷隆盛と、その明治維新の英雄たちの時代はこうして幕を閉じた。

## 登場人物

### 西郷家
西郷隆盛（さいごう たかもり）
（西郷小吉 → 西郷吉之助 → 西郷隆盛）
演：鈴木亮平（少年期：渡邉蒼）
本作の主人公。薩摩藩下加治屋町郷中の下士・西郷家の長男。幼名は小吉（こきち）、長じてから吉之助（きちのすけ）と名乗る。
島津斉彬に見出されて御庭方として仕え、一橋慶喜の将軍擁立運動に携わるが失敗。その後、二度の島流しの苦難を経て、藩の中枢に復帰、新政府樹立後は戊辰戦争に従軍し指揮を執る。
戊辰戦争の後、隠居することを大久保に告げて薩摩に帰り悠々自適の暮らしをしていたが、大久保から請われ再び中央政界へ復帰。大久保ら岩倉使節団が外遊中の留守政府を任されるが、使節団帰国後は征韓論で大久保と対立。明治政府を去り再び鹿児島へと帰る。
帰郷後は穏やかに暮らすことを望んでいたが、自身を慕って鹿児島へ集った多くの時代に取り残された士族の為に私学校を設立し、共に生きる道を探し求めていたが、私学校の生徒達の暴発と新政府から刺客が送り込まれていたことを知って挙兵し、西南戦争を起こすも敗死する。小説版では切腹する描写はあったものの大河ドラマでは描かれなかった。
西郷糸（さいごう いと）
（岩山糸 → 海老原糸 → 西郷糸）
演：黒木華（少女期：渡邉このみ）
隆盛の3度目の妻。下加治屋町郷中・岩山家の娘。
海老原家に嫁ぐも、子が出来ないことを理由に離縁される。吉之助（隆盛）に嫁いだ後は子宝に恵まれる。
西郷満佐（さいごう まさ）
演：松坂慶子
吉之助の母。
西郷吉兵衛（さいごう きちべえ）
演：風間杜夫
吉之助の父。
西郷吉二郎（さいごう きちじろう）
演：渡部豪太（少年期：荒井雄斗）
吉之助の次弟。
藩の外交や戦で多忙な兄に代わり、鹿児島の西郷家を守ってきた。自ら志願して戊辰戦争に出征するが、重傷を負って死亡。
西郷園（さいごう その）
演：柏木由紀
吉二郎の妻。
西郷従道（さいごう じゅうどう）
（西郷信吾 → 西郷従道）
演：錦戸亮（幼児期：斎藤汰鷹 / 幼少期：佐藤和太 / 少年期：田港璃空）
隆盛の三弟。通称は信吾（しんご）。
兄に憧れて統幕運動に身を投じる。新政府では要職に就く。
西郷清（さいごう きよ）
演：上白石萌音
従道の妻。
市来琴（いちき こと）
（西郷琴 → 市来琴）
演：桜庭ななみ（少女期：栗本有規）
隆盛の長妹。
西郷きみ（さいごう きみ）
演：水野久美
吉之助の祖母。
西郷龍右衛門（さいごう りゅうえもん）
演：大村崑
吉之助の祖父。
西郷菊次郎（さいごう きくじろう）
演：西田敏行（壮年期）/今井悠貴（青年期）（幼児期：内田凜太朗 / 内田廉太朗 / 幼少期：城桧吏）
隆盛と愛加那の長子。
幼少期は大島で母や妹と過ごす。
明治に入ってから鹿児島の西郷家に引き取られ、糸に養育される。成長後は父に従って西南戦争に参加するが、宮崎での戦闘で右脚を切断する重傷を負い、戦線を離脱する。
本作後半は戦争後、長じて京都市長となった菊次郎が、往時の隆盛の姿を回想するという構成になっている。
熊吉（くまきち）
演：塚地武雅
西郷家の下男。
西郷小兵衛（さいごう こへえ）
演：上川周作（幼児期：小山蒼海 / 幼少期：斎藤絢永 / 少年期：大山蓮斗）
西郷家の末子。隆盛の四弟。西南戦争で菊次郎を庇い戦死。
西郷鷹（さいごう たか）
演：原舞歌（幼少期：石井心咲 / 少女期：渡来るひか）
吉之助の次妹。
西郷安（さいごう やす）
演：萱野優（幼児期：大塚心結 / 少女期：佐藤心美）
吉之助の末妹。
西郷寅太郎（さいごう とらたろう）
演：古舘緩樹（幼児期：太田翔己 / 幼少期：林田悠作）
隆盛と糸の長男。
西郷菊草（さいごう きくそう）
演：八木優希（幼少期：鎌田英怜奈）
隆盛と愛加那の娘。
西郷午次郎（さいごう うまじろう）
演：土田諒
隆盛と糸の次男。
西郷酉三（さいごう とりぞう）
演：田中大翔
隆盛と糸の三男。
西郷ミツ（さいごう みつ）
演：茅森優那（幼児期：佐藤恋和 / 幼少期：宝辺花帆美 / 少女期：大平媛）
吉二郎の娘。
西郷勇袈裟（さいごう ゆうげさ）
演：永澤絢埜（幼少期：築谷櫂）
吉二郎の息子。
西郷桜子（さいごう さくらこ）
演：西郷真悠子
従道の娘。上野公園で行われた西郷隆盛像の除幕式に父・従道や義伯母・糸とともに出席、紐を引く一員として隆盛像の除幕を行う。

### 薩摩藩・鹿児島県

#### 大久保家
大久保利通（おおくぼ としみち）
（大久保正助 → 大久保一蔵 → 大久保利通）
演：瑛太（少年期：石川樹）
隆盛の幼馴染。下加治屋町郷中。通称は正助（しょうすけ）、のち一蔵（いちぞう）と改める。
吉之助（隆盛）失脚後、島津久光に接近して藩政の中枢に精忠組のメンバーを送り込むことに成功し、吉之助の復帰を助け、共に倒幕運動に活躍した。
明治政府では、参議、内務卿の要職に就くが、旧制度の廃止や殖産興業を強引に押し進めて次第に隆盛と対立し、岩倉具視らと組んで隆盛らを新政府から追放した。が、自身は隆盛を嫌っていたわけではなく、自ら進んで憎まれ役を演じていただけであり、西南戦争の際も最後まで隆盛の命を助けようとしていた。
隆盛の死の翌年、不平士族に暗殺された。
大久保満寿（おおくぼ ます）
（早崎満寿 → 大久保満寿）
演：美村里江
利通の妻。薩摩藩士・早崎七郎左衛門の次女。
時代が明治になり、利通から上京するよう言われるが、当初はゆうの存在を知るがゆえに意地を張り、薩摩に留まり続けていたが、隆盛が鹿児島へ帰った直後から政府に不満を抱く不平士族から嫌がらせを受けるようになり、子供達を連れて上京を余儀なくされる。
大久保次右衛門（おおくぼ じえもん）
演：平田満
利通の父。お由羅騒動で連座、流罪となる。のちに帰還。
大久保福（おおくぼ ふく）
演：藤真利子
利通の母。
大久保キチ（おおくぼ きち）
演：佐藤奈織美（少女期：吉田空）
利通の妹。
大久保スマ（おおくぼ すま）
演：日下玉巳
利通の妹。
大久保ミネ（おおくぼ みね）
演：髙野友那
利通の妹。
大久保彦熊（おおくぼ ひこくま）
演：遠藤颯（幼児期：曵地奏飛）
利通の長男。
大久保達熊（おおくぼ たつくま）
演：吉田奏佑
利通とゆうの子。利通の四男。
大久保利武（おおくぼ としたけ）
演：田中レイ
利通の三男。
大久保よし子（おおくぼ よしこ）
演：福田彩実
利通の娘。

#### 精忠組
大山綱良（おおやま つなよし）
（大山格之助 → 大山綱良）
演：北村有起哉（少年期：犬飼直紀）
隆盛の幼馴染。高麗町郷中。通称は格之助（かくのすけ）。寺田屋事件では鎮撫使として過激派を粛正した。
維新後は鹿児島県令となり、東京の新政府と未だに殿様気分の抜けない島津久光との間で苦労している。西郷が私学校を設立する際には県令の立場にありながら資金提供をするなど協力したが、後に西南戦争が勃発するとその事実を糾弾され、新政府に拘束されてしまう。その際に獄中で「吉之助は直接、お前と話がしたいだけだ」と大久保を厳しく諭すも却って一蹴され、かつての盟友との対決姿勢を示した大久保の冷酷さに愕然となる。
海江田武次（かいえだ たけじ）
（有村俊斎 → 海江田武次）
演：高橋光臣（少年期：池田優斗）
隆盛の幼馴染。高麗町郷中。初名は有村俊斎（ありむら しゅんさい）。島津斉興の茶坊主。生麦事件では行列を横切ったイギリス人にとどめを刺す。
維新後は久光に仕えている。廃藩置県をよく思っていなかったため西郷を訪れなじるが西郷の意図を聞くと一転して西郷を褒め称える。西南戦争が始まってからは西郷を｢島津久光の代わり｣として見送った。
西南戦争終盤、戦の様子を久光と共に城で見守っていたが声を殺して泣いていた。
村田新八（むらた しんぱち）
演：堀井新太（少年期：加藤憲史郎）
隆盛の幼馴染。下加治屋町郷中。維新後は宮内大丞。西南戦争まで隆盛に付き従い、城山の激戦中に自刃した。
有馬新七（ありま しんしち）
演：増田修一朗（少年期：伊澤柾樹）
吉之助の幼馴染。下加治屋町郷中。
次第に過激な尊王攘夷の思想に傾倒するようになり、寺田屋事件で命を落とす。
市来正之丞（いちき せいのじょう）
演：池田倫太朗
薩摩藩士。琴の夫。
奈良原喜八郎（ならはら きはちろう）
演：明石鉄平
薩摩藩士。寺田屋事件に鎮撫使として加わる。
道島五郎兵衛（みちしま ごろうべえ）
演：鈴木有史
薩摩藩士。寺田屋事件に鎮撫使として加わり有馬新七の道連れとなって亡くなる。
柴山愛次郎（しばやま あいじろう）
演：中村尚輝
薩摩藩士。寺田屋事件に加わり亡くなる。
田中謙助（たなか けんすけ）
演：堤匡孝
薩摩藩士。寺田屋事件に加わり重傷を負う。
有村次左衛門（ありむら じざえもん）
演：山田大生
薩摩藩士。俊斎の弟。桜田門外の変に加わる。
奈良原喜左衛門（ならはら きざえもん）
演：宮澤寿
薩摩藩士。生麦事件の際行列を横切ったイギリス人を斬る。

#### 薩摩藩島津家
島津斉彬（しまづ なりあきら）
演：渡辺謙
薩摩藩島津家嫡男。第11代薩摩藩主。官名は薩摩守（さつまのかみ）。西郷を見出し、重用する。挙兵のための練兵中に倒れ、急死した。
島津久光（しまづ ひさみつ）
演：青木崇高
斉彬の異母弟。島津御一門四家の筆頭。自身の子・茂久が藩主の座に就いたことから、「国父」と呼ばれるように。
兄・斉彬に心酔する一方、その斉彬に重用されている西郷のことは、上洛計画に反対した際に自身を「地ごろ」とみなされたとして疎み、2度の島流しに処すなど折り合いが悪い。
時代が明治となり、急激に改革を進める政府に対して不満を抱く。
明治天皇に謁見するが、その場にたまたま西郷がおり新政府への怒りを西郷にぶつけようとするも西郷が｢斉彬様の目指した国にはなれんじゃった｣と弱音を吐くのを聞き｢こんやっせんぼが！やってやって倒れたときにまた、帰ってこい！｣と叱咤激励する。それからは西郷の前に姿を現していないが西郷の決起を応援しているかのような描写が見られる。
島津斉興（しまづ なりおき）
演：鹿賀丈史
斉彬の父。島津家第27代当主にして、第10代薩摩藩主。官名は大隅守。
由羅（ゆら）
演：小柳ルミ子
斉興の側室。島津久光の生母。
喜久（きく）
演：戸田菜穂
斉彬の側室。
島津忠義（しまづ ただよし）
（島津茂久 → 島津忠義）
演：長田成哉（少年期：中島来星）
久光の嫡男。第12代薩摩藩主。維新前の名は茂久（もちひさ）。
島津忠剛（しまづ ただたけ）
演：すわ親治
御一門・今和泉島津家当主。天璋院の実父。
寛之助（ひろのすけ）
演：寺師海渡
斉彬の子。母は喜久。幼いころに亡くなる。
於哲（おあき）
演：杉岡詩織
久光の娘。
虎寿丸（とらじゅまる）
演：藤本悠希
斉彬の嫡男。
哲丸（てつまる）
演：石田あん
斉彬の子。

#### 薩摩藩重臣
赤山靱負（あかやま ゆきえ）
演：沢村一樹
島津一族の血を引く重臣。自邸で塾を開いて吉之助らを指導し、彼らに大きな影響を与える。斉彬に近く、彼の家督相続を願っていたが、「お由羅騒動」の余波を受けて西郷吉兵衛の介錯で切腹した。
調所広郷（ずしょ ひろさと）
演：竜雷太
薩摩藩家老。通称は笑左衛門。
小松帯刀（こまつ たてわき）
演：町田啓太
薩摩藩士。家老。寺田屋事件直前に隆盛に死罪を言い渡そうとする久光に思い留まる様に説得した。以後は禁門の変、長州征討、薩長同盟などの局面において、吉之助と行動を共にした。薩長同盟においては当初、薩摩から話を切り出してはならないと打診していた。
山田為久（やまだ ためひさ）
演：徳井優
島津斉彬の側近。
桂久武（かつら ひさたけ）
（島津歳貞 → 桂久武）
演：井戸田潤
薩摩藩重臣。赤山靭負の弟。初名は島津歳貞（しまづ としさだ）。隆盛・利通・小松らとともに薩摩代表として薩長同盟を締結する。
西南戦争にも従軍。城山において壮絶な死を遂げた。
中山尚之助（なかやま しょうのすけ）
演：天野義久
薩摩藩士。久光の側近。
堀次郎（ほり じろう）
演：鬼塚俊秀
薩摩藩士。久光の側近。
関（せき）
演：森岡豊
斉彬の側近。

#### その他の薩摩藩士と関係者
須賀（すが）
演：橋本愛
吉之助の最初の妻。
愛想が良くなく、性格は少々キツめ（本人も気にしている）。自身の身を案じていた満佐からは西郷家に嫁いだことを感謝され、すぐにしきたりを教え込まれる。自身が嫁ぎ、間もなく、吉兵衛・満佐が立て続けに亡くなったことから、近所では「不吉な嫁」と噂されるようになる。その前後ごろ、吉之助に参勤交代で江戸へ行く話が持ち上がるが、西郷家の家計が苦しいことを理由に挙げて猛反対する。一方、江戸行きのことで吉之助と正助が殴り合いをしたときには吉之助を庇った。その後、実家に帰ってしまい、最終的に金を渡して離縁したが、それは吉之助の江戸行きの資金を用立てるためであった。
伊集院直五郎（いじゅういん なおごろう）
演：北見敏之
藩士。須賀の父。
吉之助の人柄を評価して娘を嫁がせた。
川路利良（かわじ としよし）
演：泉澤祐希
薩摩藩士。
半次郎と親しく、彼が慶喜襲撃の疑いをかけられた際には庇う動きを見せていた。その後、隆盛に信頼され戊辰戦争などでも活躍した。
維新後は岩倉使節団とともに欧米へ留学し、村田新八とともに帰国し隆盛と利通が袂を分かったことを知らされた。桐野や新八が隆盛に従う中、自身は利通の下で新しい国家作りに邁進する一方で鹿児島に中原尚雄らの密偵を送った。西南戦争では奮戦する桐野を射殺した。
岩山直温（いわやま なおあつ）
演：塩野谷正幸
糸の父。
迫田友之進（さこだ とものしん）
演：浜田学
江戸屋敷中御小姓組組頭。禁門の変で討ち死に。
横山安武（よこやま やすたけ）
演：笠松将
藩士。通称は正太郎（しょうたろう）。
松木安右衛門（まつき やすえもん）
演：横田大明
薩摩藩士。英語通訳。
井之上（いのうえ）
演：おかやまはじめ
郡方の役人。吉之助の上司。
海老原重勝（えびはら しげかつ）
演：蕨野友也
上士の若者。高見馬場郷中。糸の前夫。御前相撲の決勝で吉之助に敗れる。
岩山直一郎（いわやま なおいちろう）
演：ミョンジュ
糸の兄。
岩山トキ（いわやま とき）
演：植木夏十
直一郎の妻。
能勢慎太郎（のせ しんたろう）
演：松元飛鳥
中御小姓組。
尾田栄作（おだ えいさく）
演：中野魁星
平之郷中の少年。逆恨みから小吉の右腕の腱を斬ってしまう。
園田（そのだ）
演：針原滋
迫村の郷士。
山元（やまもと）
演：山村賢
城勤めの藩士。
中山（なかやま）
演：F・ジャパン
英国留学生。
下豊留（しもとよどめ）
演：金井美樹
原良村の女。

#### 西南戦争関係者
桐野利秋（きりの としあき）
（中村半次郎 → 桐野利秋）
演：大野拓朗 (少年期：中村瑠輝人)
旧名は中村半次郎（なかむら はんじろう）。西郷を先生と呼び、生涯付き従った。少年時代から天才的な剣術の腕前を持ち、長じて「人斬り半次郎」と呼ばれる。
維新後陸軍に仕官していたが、下野した西郷の後を追って鹿児島に帰郷して西南戦争を主導した。最期は奮戦の末に親友である川路の手により狙撃され、生涯を閉じた。
中原尚雄（なかはら なおお）
演：田上晃吉
鹿児島県士族。警視庁の密偵として私学校に潜入するが、別府と会っているところを捕縛され残酷な拷問を受ける。彼の持っていた「ボウズ(西郷)ヲシサツセヨ」との電信が私学校の暴発の引き金となり、西南戦争へと繋がっていく。
別府晋介（べっぷ しんすけ）
演：篠原悠伸
薩摩藩士。桐野利秋の従兄弟。
篠原国幹（しのはら くにもと）
演：榊英雄
鹿児島県士族。元陸軍少将。桐野とともに薩摩士族の中心的存在。隆盛に対して私学校に政府が密偵を送り込んでいることを示唆した。後に田原坂にて戦死する。
辺見十郎太（へんみ じゅうろうた）
演：持永雄恵
鹿児島県士族。
市来宗介（いちき そうすけ）
演：前川優希
市来正之丞と琴の息子。
伴兼之（ばん かねゆき）/ 榊原政治（さかきばら まさはる）
演：金井浩人（伴）/ 健道虎吉（榊原）
旧庄内藩士族。

#### 市井の人々
板垣与三次（いたがき よさじ）
演：岡本富士太
豪商。吉之助の人柄に惚れ込み、西郷家に百両を貸す。
イシ
演：佐々木すみ江
吉野村の百姓。熊吉の祖母。
平六（へいろく）
演：鈴木拓
迫村の百姓。ふきの父。
タミ
演：俵野枝
平六の妻。ふきの母。ふきが身売りされた後に亡くなる。
一平（いっぺい）
演：生駒星汰
ふきの弟。
伝右衛門（でんえもん）
演：とめ貴志
迫村の百姓。
真海（しんかい）
演：有福正志
吉祥院住職。

#### 大島の人々
愛加那（あいかな）
（とぅま → 愛加那）
演：二階堂ふみ
大島島民の娘。のち吉之助の島妻。
吉之助との間に、長男・菊次郎を儲け、彼が薩摩へ召喚されるころに、第2子を懐妊していることが判明する。
龍佐民（りゅう さみん）
演：柄本明
龍家当主。愛加那の伯父。
石千代金（いしちよかね）
演：木内みどり
佐民の妻。
富堅（とみけん）
演：高橋努
愛加那の兄。
ユタ
演：秋山菜津子
大島のユタの女性。
田中雄之介（たなか ゆうのすけ）
演：近藤芳正
薩摩藩士。島代官。
木場伝内（こば でんない）
演：谷田歩
薩摩藩士。島代官附役。
里千代金（さとちよ かね）
演：里アンナ
富堅の妻。
こむるめ
演：蔵下穂波
島の女性。
タケ
演：山下心煌
こむるめの息子。

#### 徳之島・沖永良部島の人々
川口雪篷（かわぐち せっぽう）
演：石橋蓮司
沖永良部島の流人。書家。
西郷と糸の再婚の前後ころ、放免され西郷家で居候するように。
土持政照（つちもち まさてる）
演：斎藤嘉樹
薩摩藩士。沖永良部島の島役人。
土持鶴（つちもち つる）
演：大島蓉子
政照の母。
黒葛原源助（つづらばら げんすけ）
演：下総源太朗
薩摩藩士。沖永良部島の島代官。
琉仲為（りゅう なかため）
演：一三
徳之島の島役人。

### 江戸幕府

#### 徳川家一門
徳川慶喜（とくがわ よしのぶ）
（一橋慶喜 → 徳川慶喜）
演：松田翔太
徳川斉昭の子。西郷のことを「牛男（うしおとこ）」と呼んでいる。
一橋家当主で徳川家定の後継者候補として斉彬らに担がれるが、当初は全くその気はなく町人に変装して品川宿に出入りし、周囲からは「ヒー様」と呼ばれて遊興に耽っていた。西郷らと交流する内に彼らの国を憂う気持ちに触れ、さらに井伊直弼の刺客に襲われたことを機に将軍を目指すことを決意するが、家茂に敗れて将軍にはなれず、大老となった井伊によって謹慎処分とされた。
井伊の死後、表舞台に復帰し、将軍後見職となる。長州征伐を巡り、西郷と対立し決別。家茂の死を受けて第15代将軍となり、「大政奉還」を行った。鳥羽・伏見の戦いの直後、大坂城に兵を置き去りにし江戸へ「東帰」する。実はこれには理由があり、家臣からフランス軍からの支援を提案されていたが、それを受けて薩長連合軍に勝ったとしても、今度は日本がフランスに支配されてしまうことを悟り、これを拒否。さらには江戸を戦火から守るべく、逆賊の汚名をかぶる覚悟で江戸に戻ったのである。上野寛永寺で謹慎生活を送り、勝海舟と西郷の交渉で江戸城無血開城が決まると江戸を去り水戸へ向かった。また、西郷との交渉の際、事の全てを聞かされた彼から「ヒー様、よくぞ逃げて日本をお守りいただきもした」と感謝を告げられた。
西郷の死を知った際には「俺みたいに逃げればよかったんだ」と彼の死を惜しんでいた。
徳川家定（とくがわ いえさだ）
演：又吉直樹
第13代将軍。篤姫の夫。病弱で奇矯な振る舞いが目立った。次代将軍を指名せぬまま病没。
徳川斉昭（とくがわ なりあき）
演：伊武雅刀
前水戸藩主。井伊の策略で蟄居を余儀なくされる。
徳川慶勝（とくがわ よしかつ）
演：小宮孝泰
前尾張藩主。第一次長州征伐に参陣した。
徳川家茂（とくがわ いえもち）
（徳川慶福 → 徳川家茂）
演：勧修寺保都（少年期：荒木飛羽）
紀州藩主→第14代将軍。

#### 幕閣
阿部正弘（あべ まさひろ）
演：藤木直人
老中首座。官名は伊勢守（いせのかみ）。
斉彬に協力し、吉之助にも影響を与えた。志半ばにして死去。
井伊直弼（いい なおすけ）
演：佐野史郎
彦根藩主。大老。官名は掃部頭（かもんのかみ）。
安政の大獄で、一橋派を厳しく弾圧する。桜田門外の変で暗殺された。
板倉勝静（いたくら かつきよ）
演：堀内正美
老中首座。
松平容保（まつだいら かたもり）
演：柏原収史
会津藩主。京都守護職。
松平定敬（まつだいら さだあき）
演：庄野崎謙
桑名藩主。京都所司代。
堀田正睦（ほった まさよし）
演：朝倉伸二
老中首座。
松平忠固（まつだいら ただかた）/  水野忠央（みずの ただなか）
演：野添義弘（忠固）/ ホリベン（水野）
幕閣。
松平伯耆守（まつだいら ほうきのかみ）/ 阿部豊後守（あべ ぶんごのかみ）
演：山田明郷（松平）/ 佐藤尚宏（阿部）
老中。

#### 幕臣
勝海舟（かつ かいしゅう）
（勝麟太郎 → 勝安房（海舟） →勝海舟）
演：遠藤憲一
幕臣。通称は麟太郎（りんたろう）、官途は安房守（あわのかみ）。維新後は安芳と名乗る。
山岡鉄舟（やまおか てっしゅう）
（山岡鉄太郎 → 山岡鉄舟）
演：藤本隆宏
幕臣。
平岡円四郎（ひらおか えんしろう）
演：山田純大
一橋慶喜付き重臣。慶喜の身代わりとなって暗殺された。

#### 江戸城大奥
天璋院（てんしょういん）
（於一 → 篤姫 → 天璋院篤姫 → 天璋院）
演：北川景子（幼少期：中村美乃莉）
島津御一門四家の一つ・今和泉島津家の娘。斉彬の養女となり13代将軍・家定に輿入れする。元の名は於一（おかつ）、篤姫（あつひめ）。
幾島（いくしま）
演：南野陽子
篤姫の指南役。
本寿院（ほんじゅいん）
演：泉ピン子
家定の生母。
歌橋（うたはし）
演：猫背椿
家定の乳母。

### 江戸・東京の市井の人々
ふき
（ふき → ふき（およし） → ふき）
演：高梨臨（少女期：柿原りんか）
薩摩出身で貧しい百姓・平六の娘。
家の借金のかたに身売りされ、およしという源氏名で品川宿で働いていた。後に慶喜に身請され、妾となる。慶喜が江戸へ逃げ帰った後、彼に西郷への謝罪を求めたために怒りを買って絶縁を言い渡され、彼の元を去る。しかし、西南戦争が終結した後、西郷の戦死が掲載された新聞を見せに来ていたことから、何らかの形で慶喜と復縁したと思われる。
タマ
演：田中道子
磯田屋の飯盛女。源氏名は小玉（こたま）。
カネ
演：西川可奈子
磯田屋の飯盛女。源氏名は金鶴（かねつる）。
八兵衛（はちべえ）
演：久松龍一
磯田屋の下男。
お房 / 金太 / 和助
演：犬山イヌコ（お房）/ 及川いぞう / 木全隆浩
隆盛と同じ長屋に住む人々。

### 長州藩
木戸孝允（きど たかよし）
演：玉山鉄二
長州藩士。維新前は桂小五郎（かつら こごろう）と称した。
長州に逆心の意思が無いことを示すために吉之助の手引きで一橋慶喜に藩主の書状を託したが、直後の禁門の変で無下になり、薩摩藩を憎んでいたが、龍馬の仲立ちにより、薩長同盟を結ぶ。
維新後は参議となり、使節にも参加したが、留守中に同郷の山県と井上が汚職に手を染めたことに憤り責任を取って政府を去ろうとしたが、隆盛の説得で思い留まった。その後西郷挙兵の知らせを聞き、愕然としていた。西南戦争の開戦直後、病に倒れ京都の邸宅で妻・松子に看取られながら世を去る。
伊藤博文（いとう ひろぶみ）
演：浜野謙太
長州藩士。通称は俊輔（しゅんすけ）。
薩長同盟の席に桂とともに出席した。
維新後は新政府に入り、岩倉使節団にも参加する。外遊から帰国後に岩倉に対して、自分達の留守中に国内の政治を勝手に進めた西郷こそ責められるべきではないのかと主張した。その後は参議となっており、佐賀の江藤のもとに士族が集まり抵抗を試みていることを危惧していた。
大村益次郎（おおむら ますじろう）
演：林家正蔵
長州藩士。
戊辰戦争では、西郷と共に新政府軍の指揮を執る。
来島又兵衛（きじま またべえ）
演：長州力
長州藩士。禁門の変で討ち死に。
久坂玄瑞（くさか げんずい）
演：二神光
長州藩士。
白石正一郎（しらいし しょういちろう）
演：花王おさむ
長州下関の豪商。
吉川監物（きっかわ けんもつ）
演：猪野学
岩国領主。
村川（むらかわ）
演：小出侑門
英国留学生。
三吉慎蔵（みよし しんぞう）
演：佐藤政之
長府藩士。

### 土佐藩
坂本龍馬（さかもと りょうま）
演：小栗旬
土佐脱藩浪士。
勝を通じて西郷と知り合い、意気投合。初めて西郷の実家を訪ねた際、清貧ぶりに感銘を抱く。薩長同盟を成功させるも、大政奉還後の慶喜の処遇を巡り西郷と決別。慶応3年11月15日、京都「近江屋」で暗殺された。
龍（りょう）
演：水川あさみ
龍馬の妻。男勝りな女性。
捕り方が彼を捕縛しに現れた際には、風呂から上がって龍馬に危急を知らせる。その後、彼と共に龍馬の傷の療養のため、薩摩へ。彼が暗殺された直後、西郷の元へ現れ泣きながら彼を責める。
山内容堂（やまうち ようどう）
演：大鷹明良
前土佐藩主。
ジョン万次郎
（謎の男 → 謎の漂流者）
演：劇団ひとり
鹿児島城に入牢している男。英語を流暢に話し、ジョン・マンと名乗る。本名は万次郎（まんじろう）で土佐の漁師。漁師だが学ぶことが出来た為、学がある。
中岡慎太郎（なかおか しんたろう）
演：山口翔悟
土佐脱藩浪士。龍馬と共に暗殺された。
後藤象二郎（ごとう しょうじろう）
演：瀬川亮
土佐藩士。
吉村虎太郎（よしむら とらたろう）
演：兼松若人
土佐藩士。
汐
演：木内友三
謎の漂流者こと万次郎の母。

### 諸藩

#### 福井藩
橋本左内（はしもと さない）
演：風間俊介
福井藩蘭方医。
西郷と共に慶喜擁立に奔走するも、安政の大獄で捕縛されて処刑された。
松平春嶽（まつだいら しゅんがく）
（松平慶永 → 松平春嶽）
演：津田寛治
越前福井藩主。官名は越前守（えちぜんのかみ）。
中根雪江（なかね ゆきえ）
演：ヨシダ朝
福井藩士。

#### 彦根藩
長野主膳（ながの しゅぜん）
演：神保悟志
彦根藩士。
幻之丞
演：東武志
長野主膳の手下。

#### その他の藩
伊達宗城（だて むねなり）
演：長谷川公彦
宇和島藩主。
平野國臣（ひらの くにおみ）
演：大竹浩一
福岡藩士。
小河一敏（おごう かずとし）
演：出口高司
岡藩士。
林玖十郎（はやし くじゅうろう）
演：岡部たかし
新政府軍大総督府参謀。

### 朝廷

#### 皇室・皇族
孝明天皇（こうめいてんのう）
演：中村児太郎
第121代天皇。
明治天皇（めいじてんのう）
演：野村万之丞
第122代天皇。
中川宮（なかがわのみや）
演：なだぎ武
皇族。
有栖川宮（ありすがわのみや）
演：小須田康人
新政府軍大総督。

#### 公家
岩倉具視（いわくら ともみ）
演：笑福亭鶴瓶
公家。
近衛忠煕（このえ ただひろ）
演：国広富之
公卿。斉彬と昵懇の仲。
中山忠能（なかやま ただやす）
演：緒方賢一
公家。
近衛忠房（このえ ただふさ）
演：大窪人衛
公卿。近衛忠煕の子。
明治新政府では参議、太政大臣代理。
岩倉周丸（いわくら かねまる）
演：福山康平
岩倉具視の子。

### 京都の人々
月照（げっしょう）
演：尾上菊之助
清水寺成就院前住職。
慶喜を将軍にするため、朝廷工作を担っていたが安政の大獄で追われる身となる。西郷と懸命の逃避行をするも、最後は彼と入水心中し亡くなる。
虎（とら）
演：近藤春菜
薩摩藩定宿・鍵屋の仲居。吉之助に想いを寄せている。
ゆう
演：内田有紀
茶屋・繁の家の芸妓。のち利通の妾。
新政府軍と旧幕府軍の戦い直前、一蔵に頼まれ錦の御旗を縫う。
明治になり、芸妓をやめて上京。利通との間に一児を儲ける。
鍵屋直助（かぎや なおすけ）
演：西沢仁太
鍵屋の主。
古高俊太郎（ふるたか しゅんたろう）
演：木下政治
骨董商・枡屋の主。別名枡屋喜右衛門（ますや きえもん）。新選組に捕らえられた。
川村鉚次郎（かわむら りゅうじろう）
演：川口覚
明治37年での京都市助役。
内貴甚三郎（ないき じんざぶろう）
演：磯田道史
明治37年での前京都市長。

### 明治政府要人と関係者
江藤新平（えとう しんぺい）
演：迫田孝也
佐賀藩権大参事。政府が取り組むべきは法を整えることであると説いている。薩長出身者に対して、敵意を抱いておりとりわけ大久保とは事あるごとに睨み合っている。使節団の留守中に薩長出身者の追い落としを目論み、山県や井上を失脚に追い込んだ。征韓論をめぐる政府内の闘争に敗れ、政府を去る。
のちに挙兵し佐賀の乱を起こすも、敗走し鹿児島の西郷家に現れ隆盛に対し挙兵を懇願するも拒否され、彼の前から去る。その後捕らえられ、処刑された。
山県有朋（やまがた ありとも）
演：村上新悟
陸軍大輔。汚職事件で、更迭された。後に復帰し、西南戦争では新政府軍の指揮を執る。城山を包囲した際にはかつての西郷への恩義から総攻撃の前に西郷に対して降伏を要請した。
三条実美（さんじょう さねとみ）
演：野村万蔵
明治新政府右大臣、太政大臣。
征韓論では、留守政府と岩倉・大久保たちの板ばさみに遭い、心労で倒れてしまう。
大隈重信（おおくま しげのぶ）
演：尾上寛之
明治新政府民部大輔。
井上馨（いのうえ かおる）
演：忍成修吾
大蔵大輔。大久保らが外国に向かっている間の財政を任されていたが、汚職が発覚し江藤や後藤に追及され辞任を余儀なくされた。
板垣退助（いたがき たいすけ）
演：渋川清彦
高知藩大参事。
大木喬任（おおき たかとう）
演：濱田嘉幸
明治新政府参議。
万里小路博房（までのこうじ ひろふさ）
演：川井つと
明治天皇の近臣。
柳原前光（やなぎわら さきみつ）
演：三谷昌登
勅使。
佐田白茅（さだ はくぼう）/ 森山茂（もりやま しげる）
演：神農直隆（佐田）/ 榊原徹士（森山）
外交官。
鱸成信（すずき なりのぶ）
演：小久保寿人
警視抜刀隊隊員。
木戸松子（きど まつこ）
演：白須慶子
木戸孝允の妻。

### 諸外国
ハリス
演：ブレイク・クロフォード
アメリカ総領事。名はタウンゼント。
ヒュースケン
演：セルゲイ・イワノフ
ハリスの通弁官。
リチャードソン
演：ノーアム・カッツ
在日イギリス人。
ロッシュ
演：ジル・ボーフィ
フランス公使。
カシヨン
演：ロハン・エスピネ
ロッシュの通弁官。
パークス
演：セイン・カミュ
イギリス公使。名はハリー。
アーネスト・サトウ
演：スティーブ・ワイリー
パークスの通弁官。
パークス夫人
演：ハンナ・グレース
パークスの妻。
ウィリス
演：ネイサン・ベリー
イギリス人医師。

## スタッフ
- 原作：林真理子『西郷どん!』
- 脚本：中園ミホ
- 音楽：富貴晴美
- 語り：西田敏行
- 副音声解説：宗方脩

- テーマ音楽演奏：NHK交響楽団
- テーマ音楽指揮：下野竜也
- 歌：里アンナ
- タイトル映像・題字：L.S.W.F
- 時代考証：原口泉 / 大石学 / 磯田道史
- 建築考証：平井聖
- 風俗考証：小沢詠美子
- 軍装・洋装考証：刑部芳則
- 衣装デザイン：黒澤和子
- 殺陣武術指導：車邦秀
- 所作指導：西川箕乃助
- 馬術指導：田中光法
- 砲術指導：佐山二郎
- 書道指導：金敷駸房
- 薩摩ことば指導：迫田孝也 / 田上晃吉
- 土佐ことば指導：岡林桂子
- 京ことば指導：井上裕季子
- 奄美ことば指導：一三
- 長州ことば指導：一岡裕人 / 三宅あみ / 翼純子
- 北九州ことば指導：上田ゆう子
- 沖永良部ことば指導：新納敏正
- 会津ことば指導：河原田ヤスケ
- 宇和島ことば指導：古川伴睦
- 佐賀ことば指導：神崎孝一郎
- 庄内ことば指導：加賀山和香
- 宮崎ことば指導：黒岩司
- 英語指導：塩屋孔章
- フランス語指導：生川けい
- 薬丸自顕流指導：薬丸康夫
- 医事指導：酒井シヅ
- 裁縫指導：小林操子
- 仏事指導：平子泰弘
- 絵画指導：向井大祐 / 松原亜美
- 茶道指導：鈴木宗卓
- 芸能指導：友吉鶴心
- 囲碁指導：田尻悠人 / 河合将史 / 桂篤
- 島唄指導：住姫乃
- 機織り指導：安田謙志
- ユタ指導：中フミ子
- 助産指導：三宅はつえ
- 算盤指導：大田俊幸
- アコーディオン指導：浦松優子
- 歌唱指導：高田正人
- 電気通信指導：中村治彦
- 特殊メイク：江川悦子
- 脚本協力：小林ミカ / 三谷昌登

- 資料提供：鹿児島県歴史資料センター黎明館 / 尚古集成館 / 日本カメラ博物館 / 東京大学法学部附属明治新聞雑誌文庫 / 鹿児島市立美術館 / 東京大学史料編纂所 / 德陽シティ銀行 / 東京学芸大学附属図書館 / 曹洞宗妙円寺 / 奄美市歴史民俗資料館 / 和泊町歴史民俗資料館 / 野坂オートマタ美術館 / 電気通信大学 / 鹿児島県立図書館 / 国立天文台4次元デジタル宇宙プロジェクト / 佐藤宏之 / 山村竜也
- 撮影協力：鹿児島県 / 鹿児島県鹿児島市 / 鹿児島県霧島市 / 鹿児島県姶良市 / 鹿児島県南九州市 / 鹿児島県南さつま市 / 鹿児島県志布志市 / 鹿児島県日置市 / 鹿児島県南大隅町 / 鹿児島県垂水市 / 鹿児島県奄美市 / 鹿児島県龍郷町 / 鹿児島県大和村 / 鹿児島県出水市 / 鹿児島県薩摩川内市 /鹿児島県和泊町 / 鹿児島県知名町 / 鹿児島県瀬戸内町 / 熊本県天草市 / 茨城県常陸太田市 / 茨城県牛久市 / 茨城県古河市 / 茨城県つくばみらい市 / 千葉県君津市 / 千葉県匝瑳市 / 千葉県香取市 / 神奈川県三浦市 / 静岡県磐田市 / 静岡県伊豆の国市 / 台東区フィルム・コミッション / 南房総ロケーションサービス / かごしまフォルムオフィス / 早稲田大学相撲部 / 仙巌園 / 千葉県立房総のむら
- 制作統括：櫻井賢 / 櫻井壮一
- プロデューサー：小西千栄子 / 藤原敬久
- 演出：野田雄介 / 盆子原誠 / 岡田健 / 津田温子 / 石塚嘉 / 堀内裕介 / 大嶋慧介

### 西郷どん紀行
- 唄（第1回 - 第8回）：サラ・オレイン
- ピアノ演奏（第1回 - 第8回）：富貴晴美
- 歌・演奏（第9回 - 第17回）：平井大
- 演奏（第18回 - 第25回）：山下洋輔
- 歌（第18回 - 第25回）：城南海
- 歌（第26回 - 第38回）：山崎育三郎
- 歌・演奏（第39回 - 第47回）: 竹原ピストル[31]
- 語り：島津有理子[32]

## 放送

### 通常放送時間
- NHK総合テレビジョン：毎週日曜 20時 - 20時45分、NHKワールド プレミアム：毎週日曜 20時 - 20時45分
- NHK BSプレミアム：毎週日曜 18時 - 18時45分
- （再放送）NHK総合テレビジョン：毎週土曜 13時05分 - 13時50分、NHKワールド プレミアム：毎週土曜 13時05分 - 13時50分・毎週月曜 5時00分 - 5時45分

### ダイジェスト
『5分で分かる西郷どん』として放送翌日（毎週月曜日）0時05分 - 0時10分（放送当日の深夜）に総合テレビで5分間のダイジェスト版（字幕あり、解説なし）を放送する。日曜早朝に再放送が行われる。
- 2018年10月1日は前夜の第37回が急遽BSプレミアムでのみの放送にとどまったことと、台風24号関連の特別報道体制のため、休止。
- 最終回前日に当たる2018年12月15日 20時から4時間にわたり、ニコニコ生放送にて「最終回前夜祭」として第1回から第46回までの全話を連続生配信。来場者数111,018人、コメント数15,321となった[33]。

### 放送日程
- 初回は15分拡大。
- 4月1日と7月8日は特別番組を編成。
- 総合テレビでの第37回は9月30日に放送予定であったが、本番組放送時間に台風24号関連のニュースを放送したため、1週繰り延べ[34][35]。大河ドラマの緊急報道による放送休止は2011年3月13日の『江〜姫たちの戦国〜』（東日本大震災発生に伴う非常報道体制に伴うもの）以来約7年半ぶり。総合テレビでの10月6日の再放送枠では、穴埋めとして当初9月30日12:15 - 13:00に放送予定だったものの、台風関連ニュースに伴う『正午のニュース』の放送時間拡大のため休止となった『NHKのど自慢「秋田県由利本荘市」』を振替放送した。BSプレミアムでの10月7日の放送枠では第37回を再放送し対応。
- 総合テレビでの第38回は10月7日に放送予定であったが、上述の第37回の放送にかかる放送日程変更のため、1週繰り延べ。第39回以降は当初予定通りの放送を実施。

| 放送回 | 放送日                                          | サブタイトル        | 演出     | 紀行                                                                                                   | 視聴率 |
| --- | ----------------------------------------------- | ------------------- | -------- | --- | ------ |
| 第01回 | 01月07日                                        | 薩摩のやっせんぼ    | 野田雄介 | 西郷隆盛誕生地（鹿児島県鹿児島市） 竹田神社 （鹿児島県南さつま市）                                     | 15.4%  |
| 第02回 | 01月14日                                        | 立派なお侍          | 野田雄介 | 仙巌園（鹿児島県鹿児島市）                                                                             | 15.4%  |
| 第03回 | 01月21日                                        | 子どもは国の宝      | 野田雄介 | 揖宿神社（鹿児島県指宿市）                                                                             | 14.2%  |
| 第04回 | 01月28日                                        | 新しき藩主          | 野田雄介 | 旧島津氏玉里邸庭園（鹿児島県鹿児島市）                                                                 | 14.8%  |
| 第05回 | 02月04日                                        | 相撲じゃ!相撲じゃ!  | 盆子原誠 | 旧集成館（尚古集成館）（鹿児島県鹿児島市）                                                             | 15.5%  |
| 第06回 | 02月11日                                        | 謎の漂流者          | 盆子原誠 | 高知城（高知県高知市） ジョン万次郎生家（高知県土佐清水市）                                            | 15.1%  |
| 第07回 | 02月18日                                        | 背中の母            | 岡田健   | 西郷家の墓（鹿児島県鹿児島市）                                                                         | 14.3%  |
| 第08回 | 02月25日                                        | 不吉な嫁            | 岡田健   | ペリー公園（神奈川県横須賀市） たまくすの木（横浜開港資料館）（神奈川県横浜市）                        | 14.2%  |
| 第09回 | 03月04日                                        | 江戸のヒー様        | 野田雄介 | 紀尾井坂（東京都千代田区） 芝薩摩藩屋敷跡（東京都港区）                                                | 14.8%  |
| 第10回 | 03月11日                                        | 篤姫はどこへ        | 盆子原誠 | 旧東海道 品川宿（東京都品川区）                                                                        | 14.4%  |
| 第11回 | 03月18日                                        | 斉彬暗殺            | 津田温子 | 目黒不動尊 瀧泉寺（東京都目黒区）                                                                      | 14.6%  |
| 第12回 | 03月25日                                        | 運の強き姫君        | 津田温子 | 小石川後楽園（東京都千代田区 / 文京区）                                                                | 14.1%  |
| 第13回 | 04月08日                                        | 変わらない友        | 野田雄介 | 清水寺成就院（京都府京都市）                                                                           | 13.0%  |
| 第14回 | 04月15日                                        | 慶喜の本気          | 岡田健   | 弘道館（茨城県水戸市）                                                                                 | 11.9%  |
| 第15回 | 04月22日                                        | 殿の死              | 野田雄介 | 照國神社（鹿児島県鹿児島市）                                                                           | 13.4%  |
| 第16回 | 04月29日                                        | 斉彬の遺言          | 岡田健   | 埋木舎（滋賀県彦根市）                                                                                 | 11.1%  |
| 第17回 | 05月06日                                        | 西郷入水            | 津田温子 | 即宗院（東福寺）（京都府京都市） 市来湊（鹿児島県いちき串木野市） 月照上人遺跡之碑（鹿児島県鹿児島市） | 12.0%  |
| 第18回 | 05月13日                                        | 流人 菊池源吾       | 盆子原誠 | 西郷松跡（鹿児島県龍郷町）                                                                             | 14.4%  |
| 第19回 | 05月20日                                        | 愛加那              | 盆子原誠 | 開饒神社（鹿児島県大和村） ソテツ群生地（鹿児島県龍郷町）                                              | 13.7%  |
| 第20回 | 05月27日                                        | 正助の黒い石        | 野田雄介 | 旧江戸城 桜田門（東京都千代田区） 愛宕神社（東京都港区）                                               | 12.2%  |
| 第21回 | 06月03日                                        | 別れの唄            | 石塚嘉   | 愛加那の井戸（鹿児島県龍郷町）                                                                         | 12.0%  |
| 第22回 | 06月10日                                        | 偉大な兄 地ごろな弟 | 岡田健   | 錦小路薩摩藩屋敷跡（京都府京都市）                                                                     | 13.4%  |
| 第23回 | 06月17日                                        | 寺田屋騒動          | 石塚嘉   | 大黒寺（京都府伏見区）                                                                                 | 13.4%  |
| 第24回 | 06月24日                                        | 地の果てにて        | 盆子原誠 | 西郷南州翁謫居跡（鹿児島県天城町） 西郷腰かけ松（鹿児島県徳之島町）                                    | 12.2%  |
| 第25回 | 07月01日                                        | 生かされた命        | 盆子原誠 | 西郷南洲翁謫居之地（鹿児島県和泊町）                                                                   | 12.7%  |
| 第26回 | 07月15日                                        | 西郷、京へ          | 野田雄介 | 渉成園（京都府京都市）                                                                                 | 12.2%  |
| 第27回 | 07月22日                                        | 禁門の変            | 野田雄介 | 天龍寺塔頭 弘源寺（京都府京都市）                                                                      | 12.0%  |
| 第28回 | 07月29日                                        | 勝と龍馬            | 岡田健   | 龍護寺（現・清泰院）（山口県岩国市）                                                                   | 11.1%  |
| 第29回 | 08月05日                                        | 三度目の結婚        | 堀内裕介 | 平松城跡（鹿児島県姶良市） 鶴丸城二之丸跡（鹿児島県鹿児島市）                                          | 11.6%  |
| 第30回 | 08月12日                                        | 怪人 岩倉具視       | 野田雄介 | 岩倉具視幽棲旧宅（京都府京都市）                                                                       | 10.3%  |
| 第31回 | 08月19日                                        | 龍馬との約束        | 岡田健   | 西郷南州翁宅地跡（鹿児島県鹿児島市） 亀山社中跡（長崎県長崎市）                                        | 11.0%  |
| 第32回 | 08月26日                                        | 薩長同盟            | 石塚嘉   | 木戸孝允旧宅（山口県萩市） 御花畑御屋敷跡（京都府京都市）                                              | 10.4%  |
| 第33回 | 09月02日                                        | 糸の誓い            | 石塚嘉   | 霧島神宮（鹿児島県霧島市）                                                                             | 13.2%  |
| 第34回 | 09月09日                                        | 将軍慶喜            | 盆子原誠 | 元離宮 二条城（京都府京都市）                                                                          | 11.9%  |
| 第35回 | 09月16日                                        | 戦の鬼              | 盆子原誠 | 大阪城公園（大阪府大阪市）                                                                             | 11.7%  |
| 第36回 | 09月23日                                        | 慶喜の首            | 堀内裕介 | 城南宮（京都市伏見区） 相国寺塔頭 養源院（京都市上京区）                                               | 11.0%  |
| 第37回 | （BSプレミアム）09月30日 （総合テレビ）10月07日 | 江戸無血開城        | 野田雄介 | 勝海舟生誕の地（東京都墨田区） 四合稲荷（赤坂氷川神社）（東京都港区）                                  | 09.9%  |
| 第38回 | 10月14日                                        | 傷だらけの維新      | 野田雄介 | 長岡城本丸跡（新潟県長岡市） 戊辰戦役記念碑（新潟県三条市） 金谷山官修墓地（新潟県上越市）             | 10.2%  |
| 第39回 | 10月21日                                        | 父、西郷隆盛        | 盆子原誠 | 旧岩倉具視邸（玄国寺）（東京都新宿区） 旧新橋停車場跡跡（東京都港区）                                  | 12.3%  |
| 第40回 | 10月28日                                        | 波乱の新政府        | 大嶋慧介 | 明治天皇駐蹕之処の碑（千葉県船橋市） 習志野騎兵旅団発祥の地（千葉県習志野市）                          | 11.7%  |
| 第41回 | 11月04日                                        | 新しき国へ          | 石塚嘉   | 神奈川台場跡（神奈川県横浜市）                                                                         | 11.8%  |
| 第42回 | 11月11日                                        | 両雄激突            | 野田雄介 | 西郷隆盛屋敷跡（東京都中央区）                                                                         | 11.3%  |
| 第43回 | 11月18日                                        | さらば、東京        | 盆子原誠 | 大久保利通生立ちの地（鹿児島県鹿児島市） 三年坂（東京都千代田区）                                      | 11.6%  |
| 第44回 | 11月25日                                        | 士族たちの動乱      | 石塚嘉   | 本行寺（佐賀県佐賀市）                                                                                 | 12.4%  |
| 第45回 | 12月02日                                        | 西郷立つ            | 大嶋慧介 | 吉野開墾社碑（鹿児島県鹿児島市） 松ヶ岡開墾場（山形県鶴岡市） 南洲神社（山形県酒田市）                 | 11.5%  |
| 第46回 | 12月09日                                        | 西南戦争            | 盆子原誠 | 田原坂 三の坂（熊本県熊本市） 西郷隆盛宿陣跡資料館（宮崎県延岡市）                                     | 11.4%  |
| 最終回 | 12月16日                                        | 敬天愛人            | 野田雄介 | 鹿児島県鹿児島市 東京都千代田区 / 港区 / 目黒区                                                        | 13.8%  |
| （総合テレビでの全放送回の加重平均視聴率12.7%、視聴率はビデオリサーチ調べ、関東地区・世帯・リアルタイム） |                                                 |                     |          | |        |

- なお、BSプレミアムでの第1・2回の視聴率は、それぞれ4.9%[75]・5.6%[76]であった（ビデオリサーチ調べ、関東地区・世帯・リアルタイム）。

### 特別番組
話数の短縮に伴い、本編の放送を休止し特別番組が編成された。
- 『西郷どん』スペシャル 鈴木亮平×渡辺謙の120日

4月1日
出演：鈴木亮平、渡辺謙　ほか　
- 『西郷どん』スペシャル(2) いざ革命へ!西郷と4人の男たち

7月8日
司会：後藤輝基（フットボールアワー）、横山裕（関ジャニ∞）
スタジオ出演：磯田道史（歴史学者・番組歴史考証スタッフ・本編で内貴甚三郎役で出演）、近藤春菜（ハリセンボン・本編で虎役で出演）、江川達也、厚切りジェイソン、山崎怜奈（乃木坂46）
VTR出演：鈴木亮平、小栗旬、遠藤憲一、笑福亭鶴瓶、玉山鉄二　ほか
- 『西郷どん』スペシャル(3) 西郷と大久保 明治に挑んだそれぞれの道

10月20日（土）17時15分 - 18時
- 当初、10月14日に放送予定。第37回の放送休止による放送日程の繰り下げに伴い、時間帯を差し替え。

司会：タカアンドトシ
スタジオ出演：磯田道史、高橋英樹、井森美幸、パトリック・ハーラン、塚地武雅（本編で熊吉役で出演）、高梨臨（本編でふき役で出演）、三宅民夫（NHKの元エグゼクティブアナウンサー）
VTR出演：鈴木亮平、瑛太　ほか

## 受賞
- 第9回　ロケーションジャパン大賞　地域の変化部門・優秀賞（大河ドラマ『西郷どん』×鹿児島県）[77]

## 関連商品

### サウンドトラック
NHK大河ドラマ「西郷どん」オリジナル・サウンドトラックI 音楽：富貴晴美
（2018年2月21日発売、avex CLASSICS、JAN : 4988064259571）
NHK大河ドラマ「西郷どん」オリジナル・サウンドトラックII 音楽：富貴晴美
（2018年8月8日発売、avex CLASSICS、JAN : 4988064259694）
NHK大河ドラマ「西郷どん」オリジナル・サウンドトラックIII 音楽：富貴晴美
（2018年10月10日発売、avex CLASSICS、JAN : 4988064259779）
NHK大河ドラマ「西郷どん」オリジナル・サウンドトラックTHE BEST 音楽：富貴晴美
（2018年11月28日発売、avex CLASSICS、JAN : 4988064259809）

### 書籍
公式ガイドブック
- NHK大河ドラマ・ストーリー 西郷どん（NHK出版）
  - 前編（2017年12月25日発売、ISBN 978-4149233772）
  - 後編（2018年5月25日発売、ISBN 978-4149233789）
  - 完結編（2018年9月28日発売、ISBN 978-4149233796）

### 楽譜
- NHK大河ドラマ「西郷どん」 メインテーマ ピアノ・ソロアルバム（2018年1月10日発売、NHK出版、ISBN 978-4140553725）

### DVD・BD
- NHK大河ドラマ「西郷どん」 第壱集　BOX　（　第1回 -　第12回　）
- NHK大河ドラマ「西郷どん」 第弐集　BOX　（　第13回 -　第23回　）
- NHK大河ドラマ「西郷どん」 第参集　BOX　（　第24回 -　第35回　）
- NHK大河ドラマ「西郷どん」 第四集　BOX　（　第36回 -　最終回　）
- NHK大河ドラマ「西郷どん」 総集編

## ドラマ舞台地の誘致運動・反応
西郷隆盛の出身地である鹿児島市内の加治屋町の旧鹿児島市立病院跡地において、放送期間と前後する2018年1月13日から翌2019年1月14日までの約1年間、大河ドラマ館が開館された。オープンから347日目となる2018年12月26日に、入場者数が50万人を達成した。総入場者数は55万3052人だった。